# Паломбаро (Кјети)
Паломбаро (итал. Palombaro) је насеље у Италији у округу Кјети, региону Абруцо.
Према процени из 2011. у насељу је живело 549 становника. Насеље се налази на надморској висини од 521 м.

## Становништво
Према резултатима пописа становништва 2011. у општини је живело 1.108 становника.
| 1931. | 1936. | 1951. | 1961. | 1971. | 1981. | 1991. | 2001. | 2011. |
| ----- | ----- | ----- | ----- | ----- | ----- | ----- | ----- | ----- |
| 2.321 | 2.356 | 2.054 | 1.706 | 1.322 | 1.260 | 1.233 | 1.177 | 1.108 |